# 美崙溪畔日式宿舍
美崙溪畔日式宿舍是在臺灣花蓮縣花蓮市美崙的日式木造建築，位在美崙溪及美崙山之間，為建於1930年代的軍官眷舍，在臺灣日治時期隸屬於臺灣步兵第二聯隊第三大隊（花蓮港分屯大隊），在二戰後作為中華民國國軍眷舍。宿舍群的其中一棟為花蓮縣定古蹟，周邊的其他七棟為花蓮縣歷史建築，而此宿舍群又被在地民眾稱為「將軍府」。

## 沿革
1907年9月，日軍調整駐守臺灣的軍事兵力，將臺灣守備混成旅團改編為臺灣守備隊，增加在臺灣東部的軍事布署，其目的之一即是為了蕃地開發，在花蓮港北側的米崙庄設置臺灣第二守備隊第三大隊（又稱花蓮港分屯大隊、花蓮港守備隊），下轄璞石閣、卑南分遣隊，並同時增設臺南衛戍病院花蓮港、璞石閣、卑南分院。第三大隊的軍營建築在1908年6月中完工，軍營東側隔著營所通（今中正路）為陸軍官舍，而官舍北側為衛戍病院。官舍群南側有橫跨美崙溪的筑紫橋（今中正橋），在1924年的花蓮港街市區改正計畫中，調整了筑紫橋通、營所通的位置，以使北側的道路能更順利連接至花蓮市區，此舉也造成道路在之後穿越過陸軍官舍區，而形成現在美崙溪畔日式宿舍的規模。
在二戰期間，花蓮港分屯大隊遷移至「花蓮港南飛行場」（今知卡宣公園），原分屯大隊在1942年7月改作「花蓮港戰俘營」，專門收容上校級以上的戰俘，例如馬來西亞陸軍總司令白思華、香港總督等人，而東側的官舍群則改作戰俘營長官的宿舍。另外，日軍為了提升備戰後勤、患者收容能力，在1941年5月23日將原本已關閉的陸軍病院花蓮港、宜蘭分院重新開設，隸屬於臺北陸軍病院。在1944年5月3日，花蓮港分院改編為「花蓮港陸軍病院」，其成員由臺南陸軍病院的職員組成，於6月10從抵達花蓮港市（從臺南搭乘鳳山丸出發），在花蓮港分院原址、花蓮港市公會堂、昭和紀念館、朝日國民學校（今花崗國中）、明治國民學校（今明禮國小）、花蓮港木材株式會社事務所從事醫療救治工作。同年9月30日，病院本院遷往花蓮郡壽庄池南，並在花蓮港市區另設「營所分室」；以及在1945年3月，設置瀧見疏開分院、銅門分病室。
二戰後，漢陽兵工學校在1949年1月遷入花蓮分屯大隊原址，後因1951年縱谷地震系列導致校舍損毀，工兵學校在隔年遷往臺北，原址改由化學兵幹部訓練班接管，之後輾轉變成現在的花蓮憲兵隊（誠正營區）。在2005年，此宿舍群原由國防部規劃拆除改建，後因學者、社區的建議下而保留，其中較高等官舍在同年被指定為縣定古蹟，其他則是歷史建築。縣定古蹟在2010年修復完工，之後作為民生里的環境教育中心，而花蓮市立圖書館於2012年在此設立「南方文庫」社區閱覽室，收錄日文圖書。其他的日式宿舍則被列入了2018年度的「花蓮市太平洋臨港廊道歷史場景再現計畫」，在2020年8月15日動工修繕。此外，誠正營區門口在2012年設立了花蓮戰俘營紀念碑。
日軍中村三雄大佐擔任花蓮港兵事部長期間（兵事部廳舍為現在的松園別館），其一家約在1942至1944年居住在此處較高等的官舍；此處在二戰後由退休少將單志成居住，約在1993年改由時任化學兵學校教務長劉漢英夫婦居住，直到2005年因眷村改建計畫才遷出，而中村三雄的後代曾在2000年造訪此處。

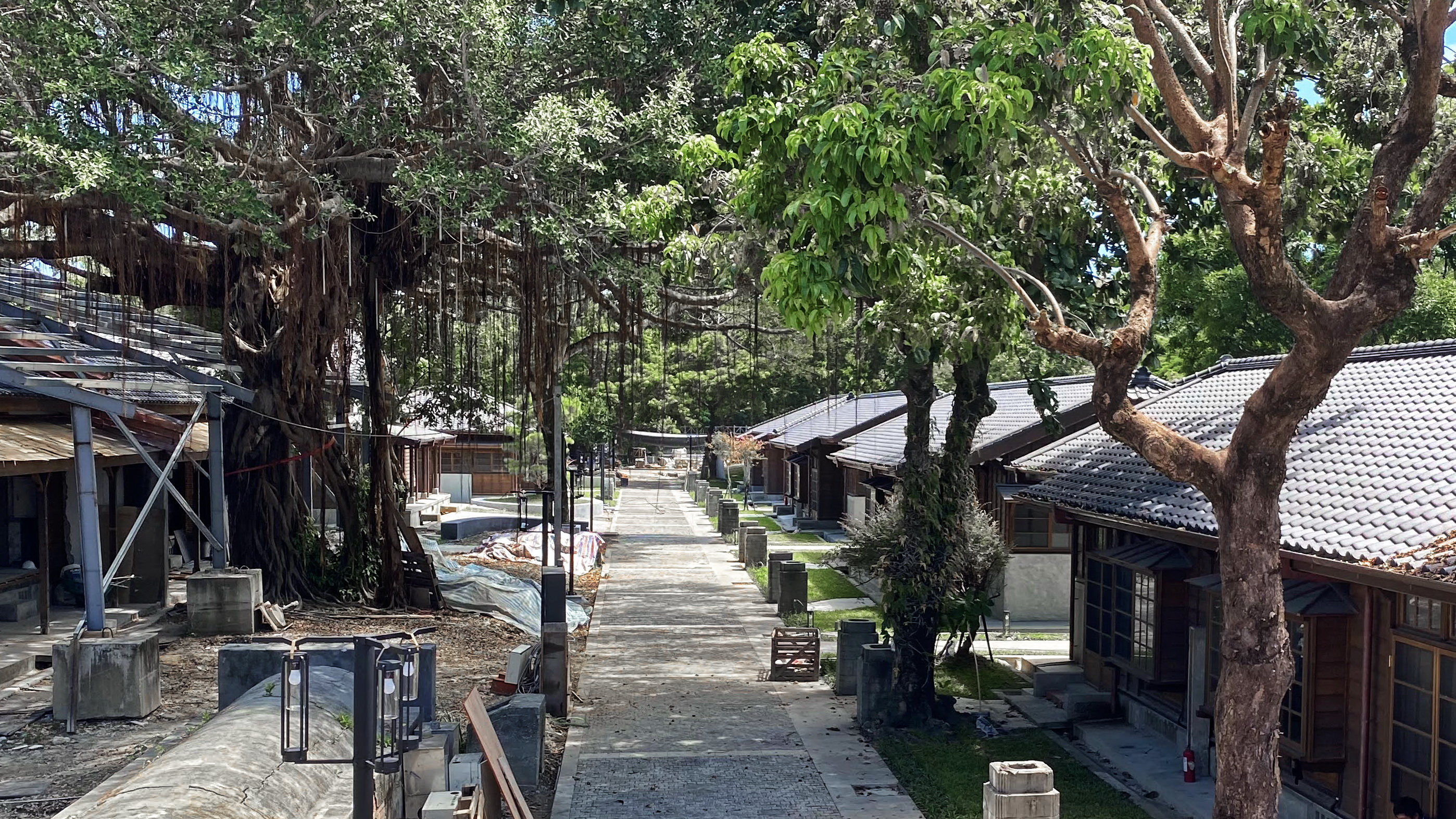
整修中的美崙溪畔日式宿舍

因建物年久失修，花蓮縣政府於2018年推動「再造歷史現場」專案計畫（總經費約2.5億元），包括修繕8幢宿舍、周邊景觀與附屬設施等。於2020年8月開工，預計2023年8月完工。

## 建築特色
美崙溪畔日式宿舍皆為木造黑瓦，具和洋折衷樣式，7棟歷史建築為木造雙拼的形式，屬於判任官甲種宿舍，而雙拼之間以水泥磚造的山牆做隔戶處理；縣定古蹟的則是獨棟建築，為較高級的官舍，屬於高等官第二種宿舍，且位於建築群的中央，在日治時期的地址是花蓮港市營所通11番地。其前後院皆有矮綠籬，而在高等官舍前院原有兩棵老松，後遭颱風吹倒而移除。另外，建築群內設有4座消防沙池，以及1座防空洞。

## 照片集

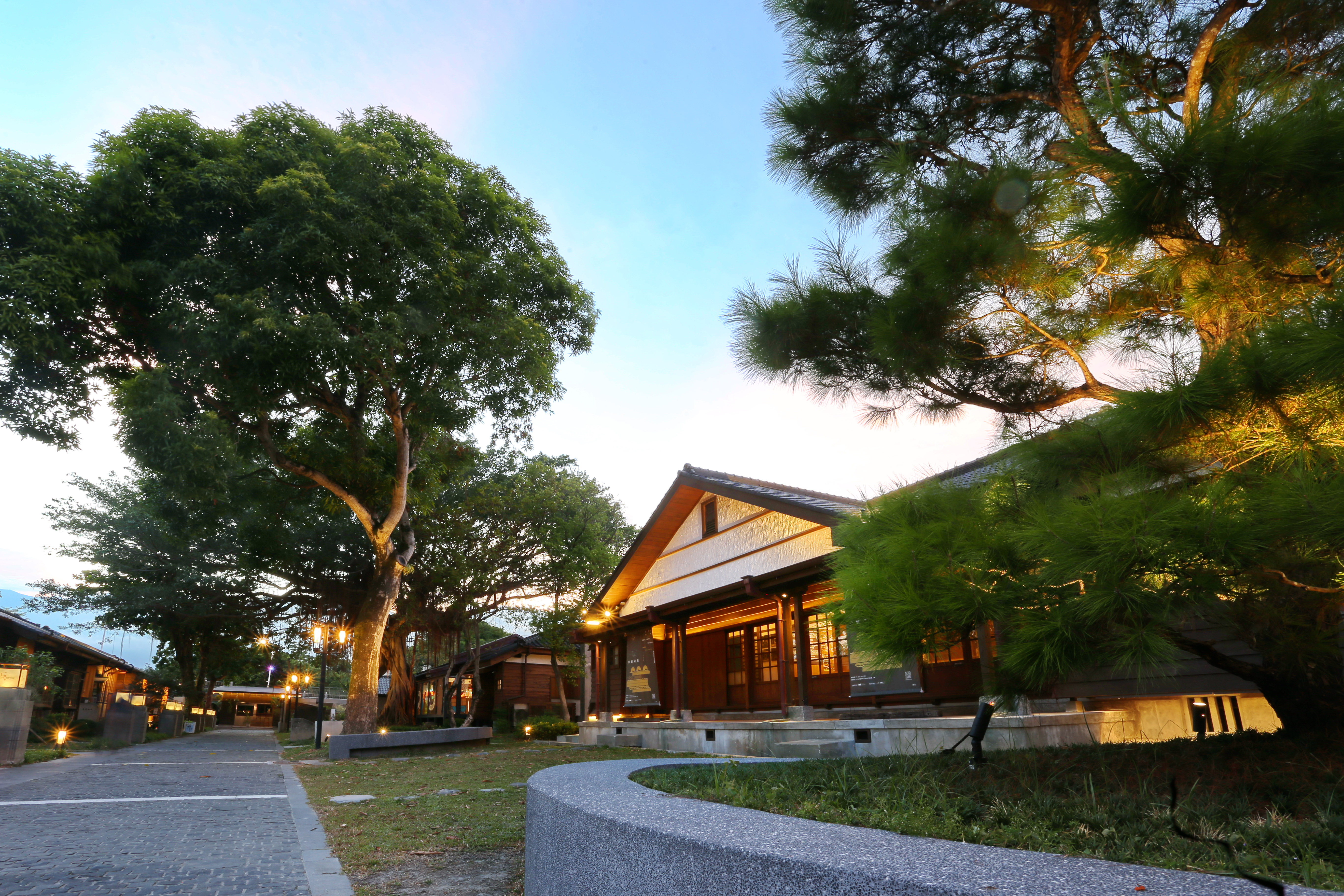
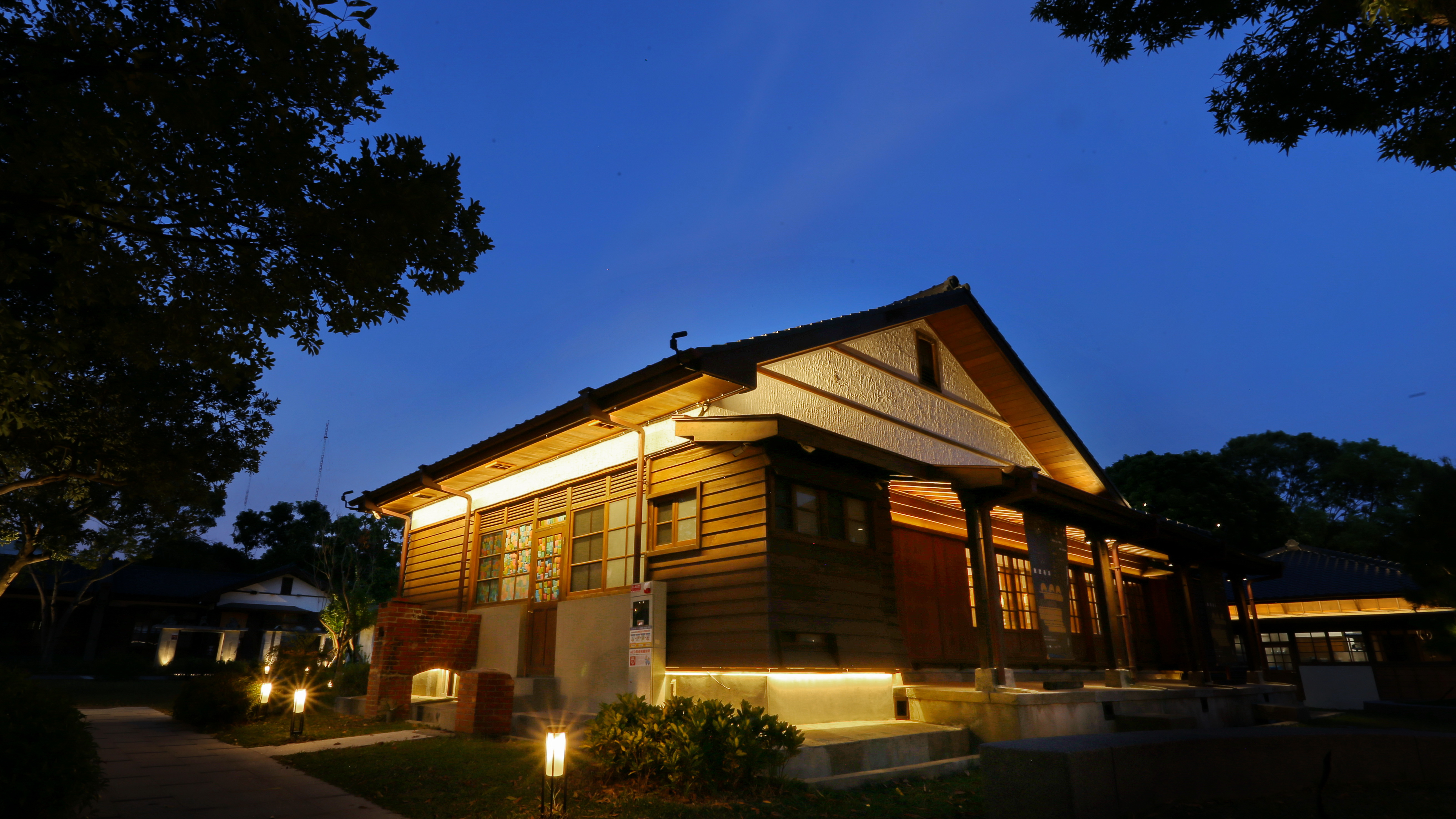
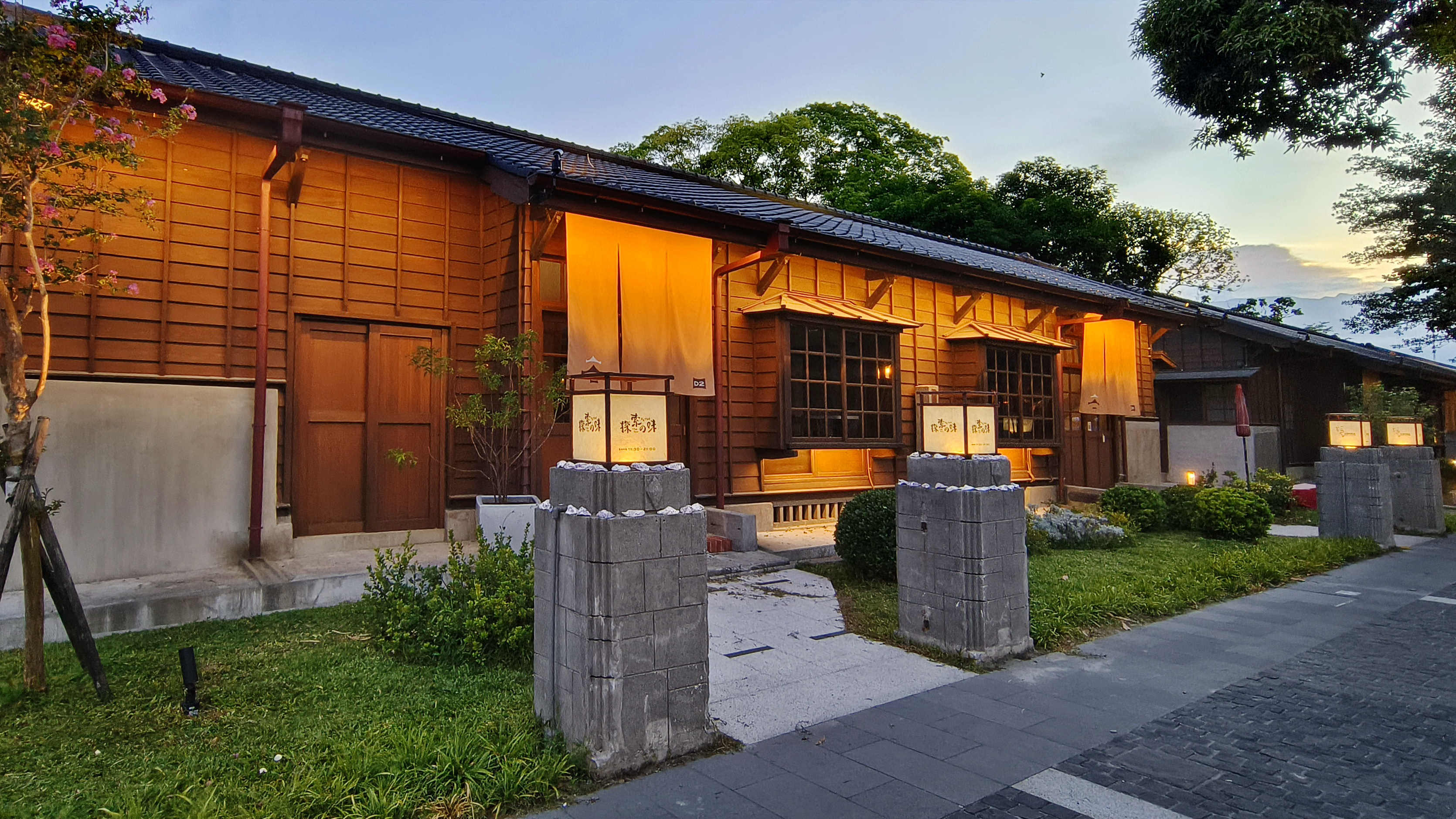
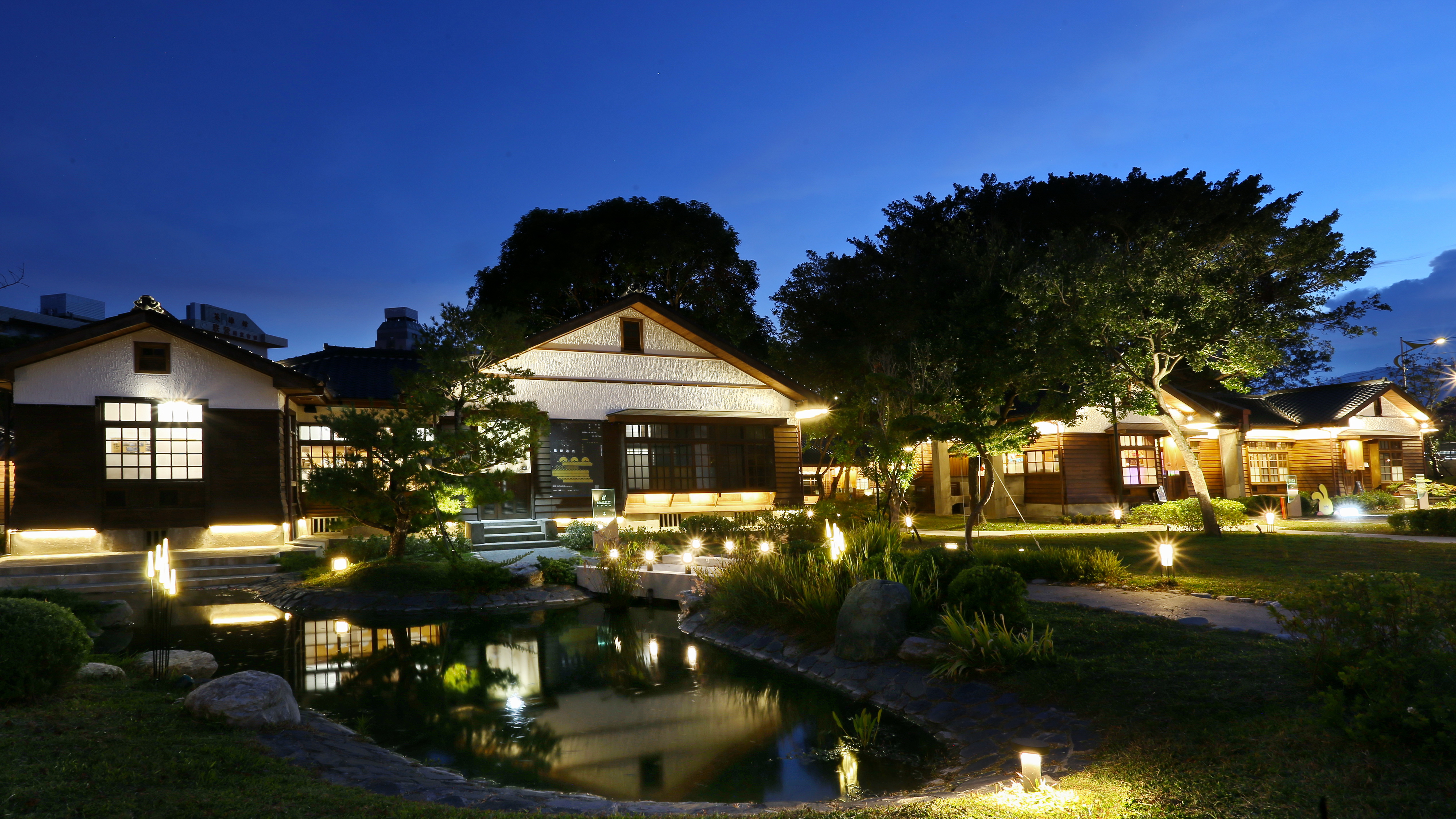
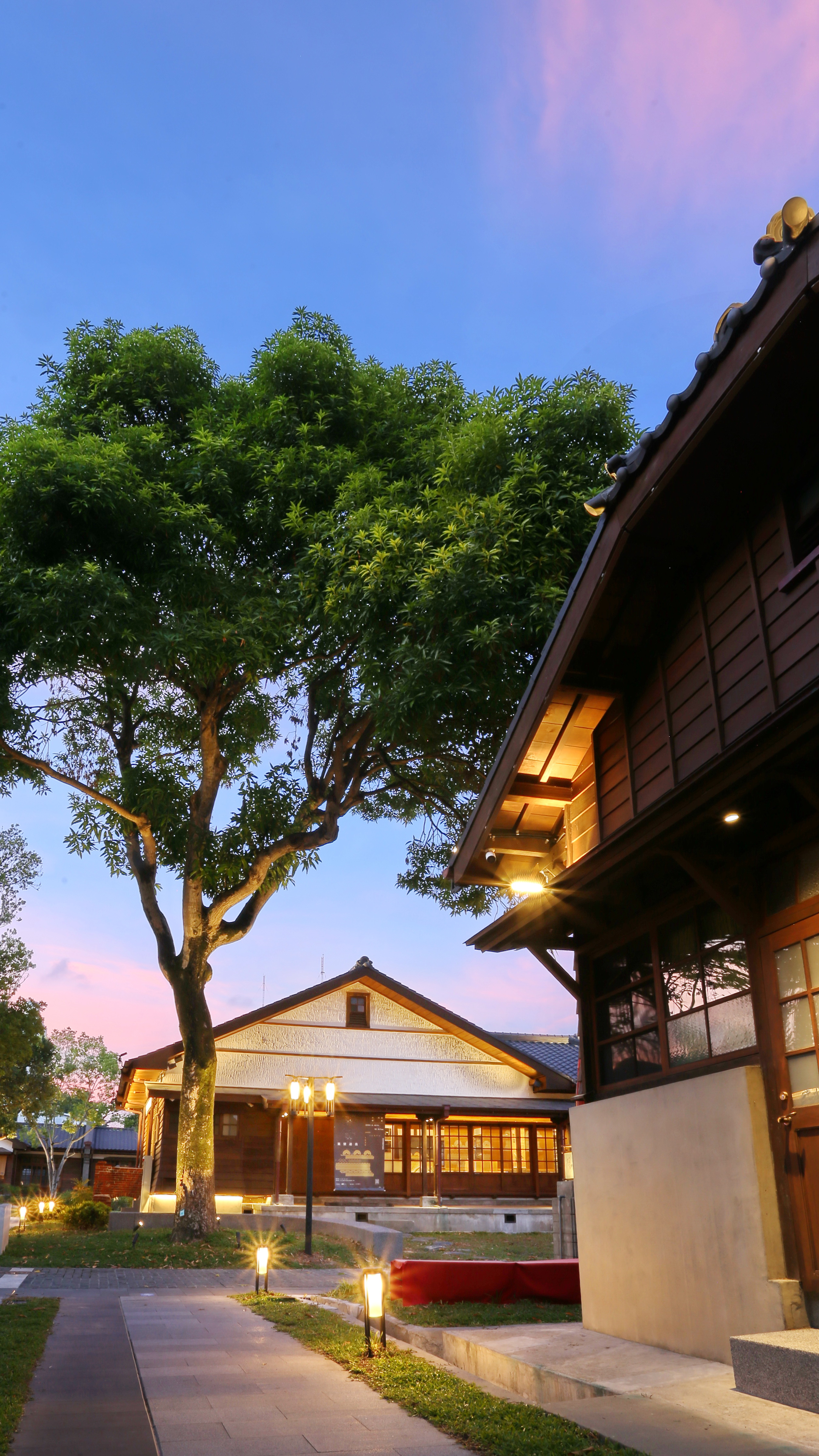
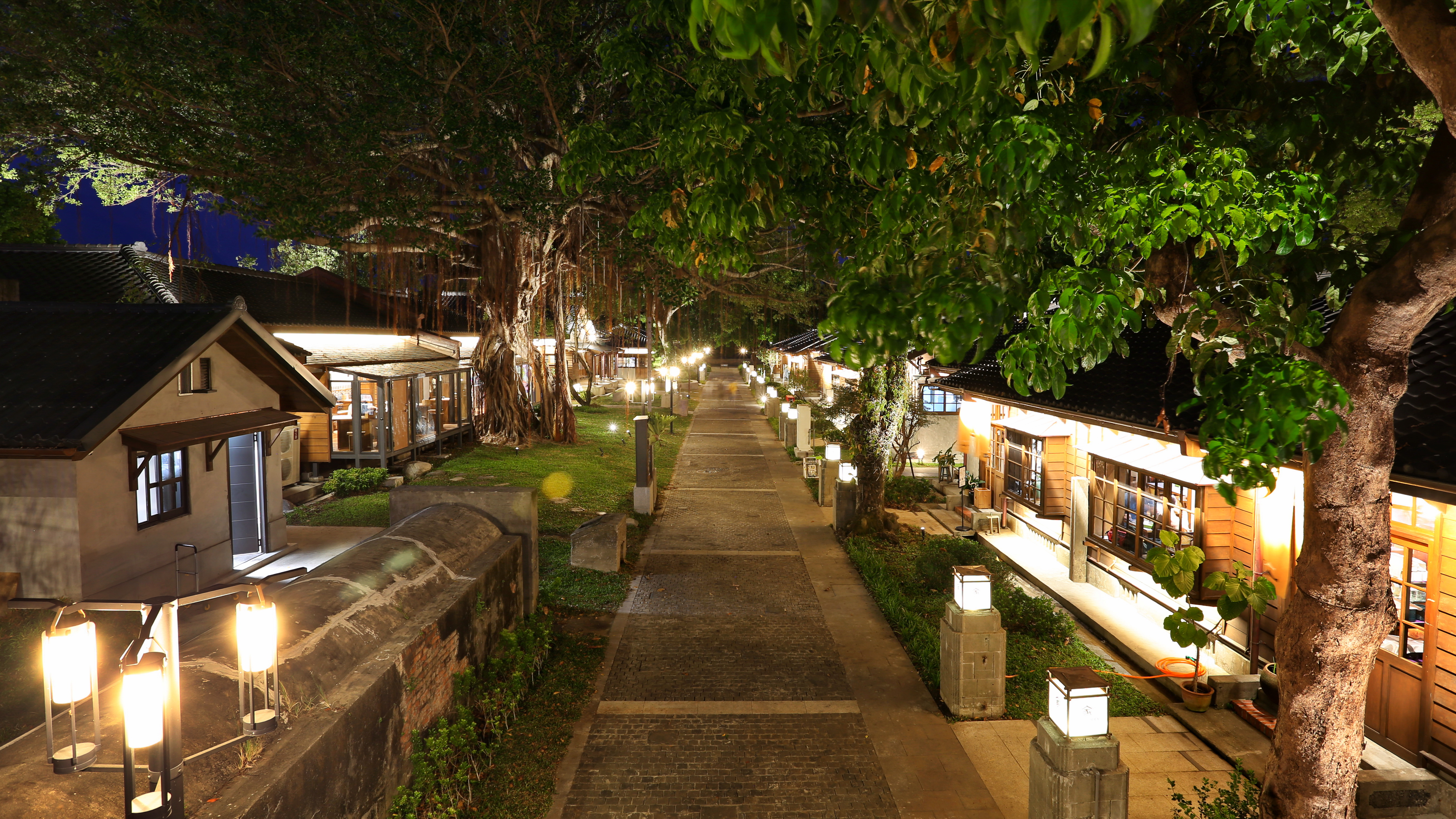